# Інженерна площа (Запоріжжя)
Інженерна площа — площа у Дніпровському районі міста Запоріжжя.

## Історія
4 грудня 1974 року Запорізькою міською радою було ухвалене рішення про утворення площі Інженерної, яка знаходиться на перехресті Дніпровського шосе та вулиці Братської (з 2023 року — вул. Бориспільська). Назву площа отримала на честь інженерів величезного підприємства «Запоріжтрансформатор», що розташоване поруч.